# Aleucanitis antiqua
Aleucanitis antiqua là một loài bướm đêm trong họ Noctuidae.